# Veyrac
Veyrac is een gemeente in het Franse departement Haute-Vienne (regio Nouvelle-Aquitaine) en telt 1834 inwoners (2004). De plaats maakt deel uit van het arrondissement Limoges.

## Geografie
De oppervlakte van Veyrac bedraagt 33,5 km², de bevolkingsdichtheid is 54,7 inwoners per km².
De onderstaande kaart toont de ligging van Veyrac met de belangrijkste infrastructuur en aangrenzende gemeenten.

## Demografie
Onderstaande figuur toont het verloop van het inwonertal (bron: INSEE-tellingen).